# Culverden

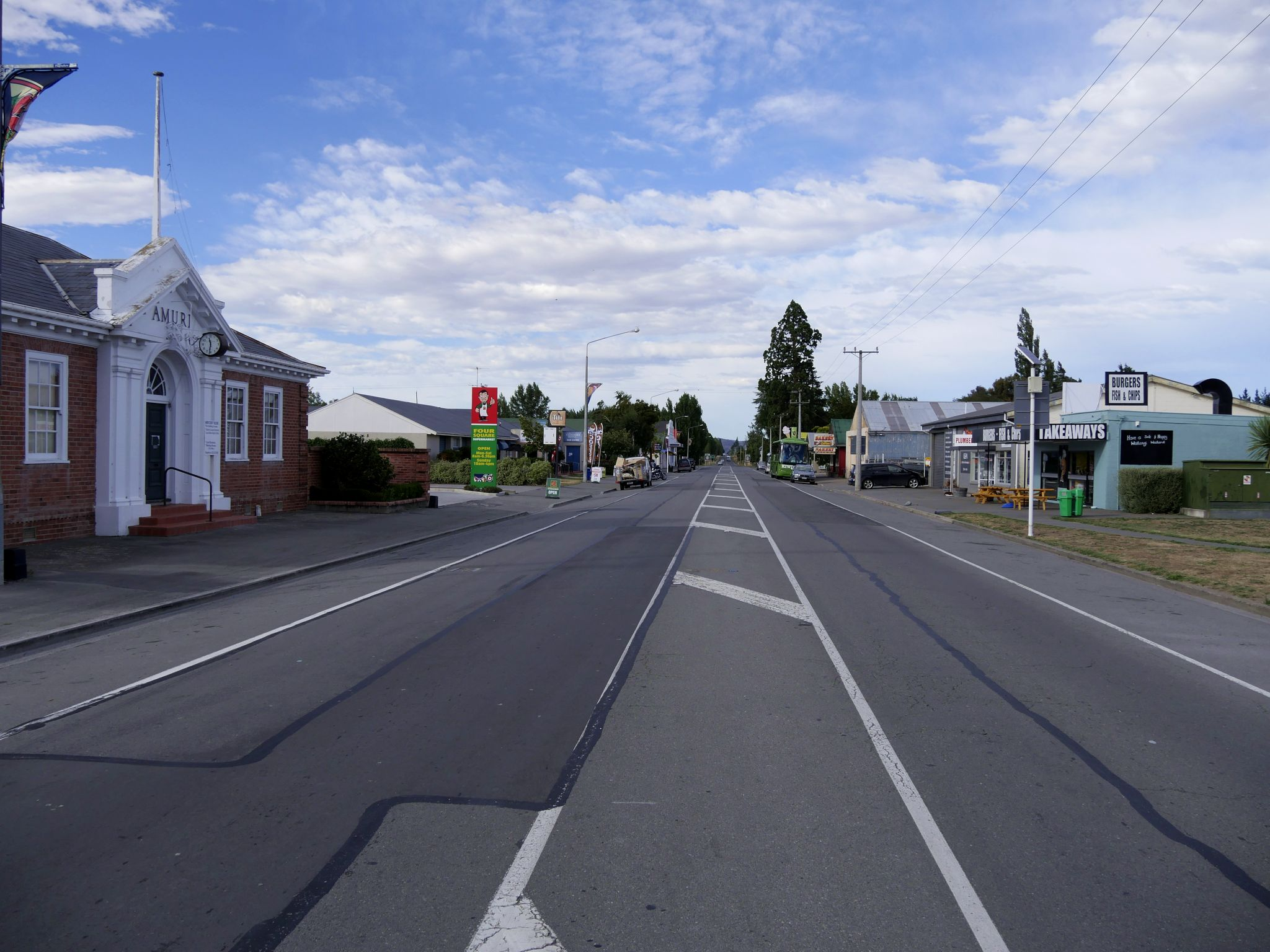
Mountainview Road in Culverden in südwestliche Richtung gesehen

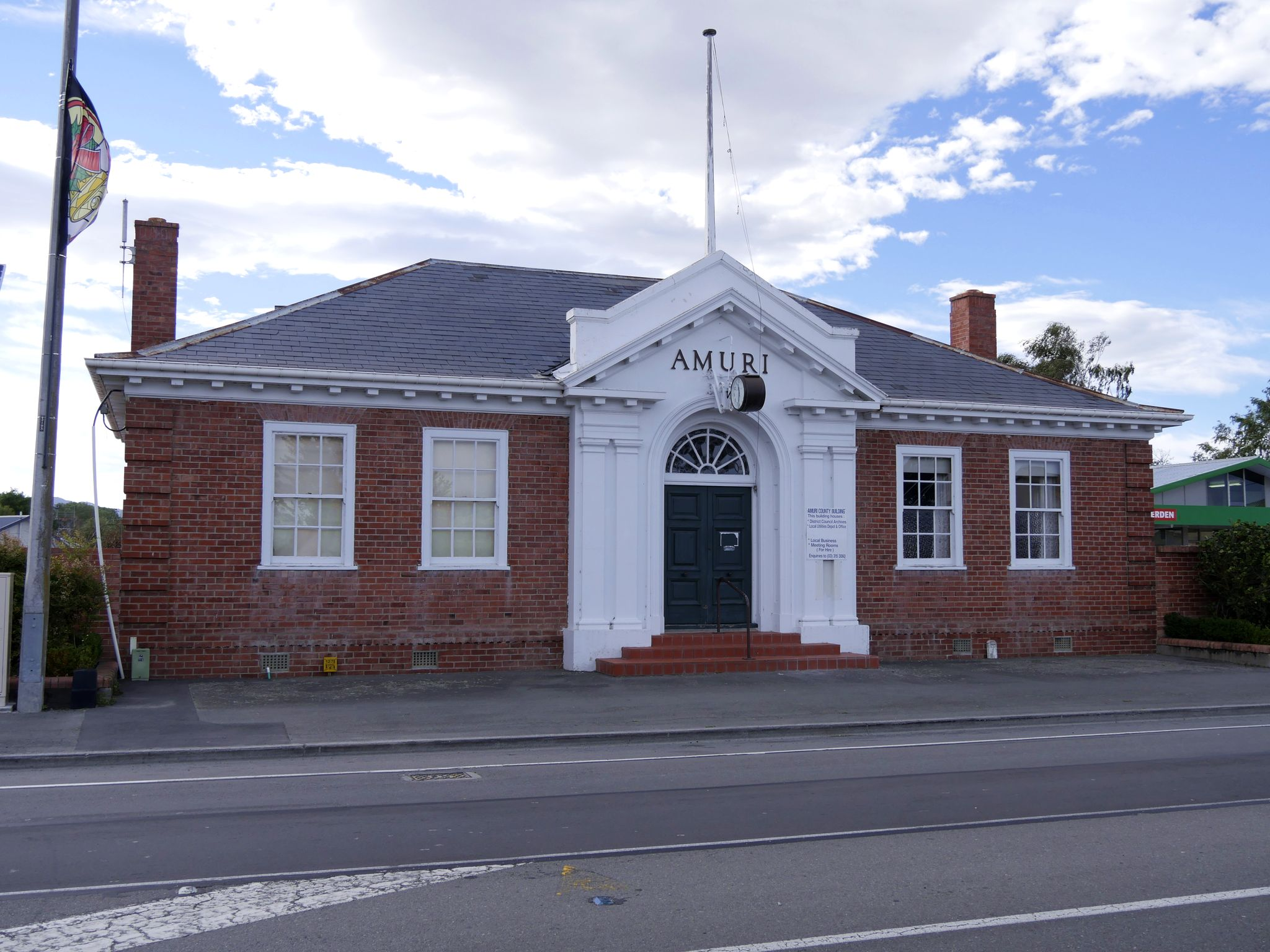
Amuri County Building auf der Mountainview Road

Culverden ist ein kleiner 351 Einwohner zählender Ort (2018) im Hurunui District der Region Canterbury auf der Südinsel von Neuseeland. 

## Geographie
Culverden liegt zentral in der Amuri Plain, rund 43 km nördlich von Amberley, rund 80 km südwestlich von Kaikoura und rund 35 km von der Ostküste entfernt. Durch den Ort führt der New Zealand State Highway 7, der Culverden im Nordwesten mit Reefton, nahe der Westküste und im Süden mit Waipara, nahe der Ostküste, verbindet. Nordöstlich angrenzend zu Culverden befinden sich Rotherham, 11 km entfernt, und Waiau, 20 km entfernt. Südlich fließt der Pahau River, ein Zufluss des Hurunui River.

## Geschichte
Culverden erhielt seinen Namen durch Henry Young, einem Siedler aus Turnbridge Wells der Grafschaft Kent, England, der für seine Schafherde Land kaufte und seine Ansiedlung nach seinem Anwesen in England benannte.
Der Ort selbst wurde 1886 mit dem Bau der Eisenbahn gegründet, bekam einen Bahnhof und war Postkutschenstation für die Region. Zentral in der Amuri Plain liegend, bekam der Ort wirtschaftliche Bedeutung und 1890 den Sitz des Amuri County Council, den er bis 1989 bis zur landesweiten Neuordnung der Verwaltungen behielt.
2006 lebten hier 345 Menschen, 2018 waren es 351, darunter 192 Frauen.

## Erdbeben
Durch das Kaikoura-Erdbeben vom 14. November 2016, das sein Epizentrum 3,6 km südwestlich von Waiau und damit nahe Culverden hatte, war der Ort ebenfalls betroffen. Doch im Gegensatz zu dem nordöstlich liegenden Waiau hielten sich die Schäden in Culverden in Grenzen. Größere Gebäudeschäden waren nicht zu verzeichnen. Selbst das Amuri County Building und die Saint Andrew Church, die beide aus Stein erbaut sind, blieben weitgehend unversehrt.